# Royal Charleroi S.C.
Royal Charleroi Sporting Club este un club de fotbal din Charleroi, Belgia, care evoluează în Prima Ligă. Echipa susține meciurile de acasă pe Stade du Pays de Charleroi cu o capacitate de 24.891 de locuri.

## Lotul actual
La 1 septembrie 2024.
| Nr. |                          | Poziție | Jucător                                      |
| --- | ------------------------ | ------- | -------------------------------------------- |
| 4   | Siria                    | F       | Aiham Ousou (împrumutat de la Slavia Prague) |
| 5   | Franța                   | M       | Etienne Camara                               |
| 6   | Algeria                  | M       | Adem Zorgane (căpitan)                       |
| 7   | Belgia                   | M       | Isaac Mbenza                                 |
| 8   | Coasta de Fildeș         | M       | Parfait Guiagon                              |
| 9   | Teritoriile Palestiniene | A       | Oday Dabbagh                                 |
| 13  | Algeria                  | A       | Nadhir Benbouali                             |
| 15  | Norvegia                 | F       | Vetle Dragsnes                               |
| 17  | Belgia                   | M       | Antoine Bernier                              |
| 18  | Belgia                   | M       | Daan Heymans                                 |
| 19  | Serbia                   | A       | Nikola Štulić                                |
| 21  | Cipru                    | F       | Stelios Andreou                              |
| 22  | Algeria                  | M       | Yassine Titraoui                             |

| Nr. |                  | Poziție | Jucător                                   |
| --- | ---------------- | ------- | ----------------------------------------- |
| 24  | Belgia           | F       | Mardochee Nzita                           |
| 28  | Ghana            | A       | Raymond Asante (împrumutat de la Udinese) |
| 29  | Slovenia         | F       | Žan Rogelj                                |
| 30  | Coasta de Fildeș | P       | Mohamed Koné                              |
| 32  | Maroc            | F       | Mehdi Boukamir                            |
| 33  | Franța           | P       | Théo Defourny                             |
| 55  | Belgia           | P       | Martin Delavallée                         |
| 56  | Belgia           | M       | Amine Boukamir                            |
| 60  | Belgia           | P       | Nicolas Closset                           |
| 66  | Belgia           | M       | Noam Mayoka-Tika                          |
| 80  | Belgia           | A       | Youssuf Sylla                             |
| 95  | Franța           | F       | Cheick Keita                              |
| 98  | Franța           | F       | Jeremy Petris                             |